# Stenosphecia columbica
Stenosphecia columbica är en fjärilsart som beskrevs av Le Cerf 1917. Stenosphecia columbica ingår i släktet Stenosphecia och familjen glasvingar. Inga underarter finns listade i Catalogue of Life.